# Desierto de Judea

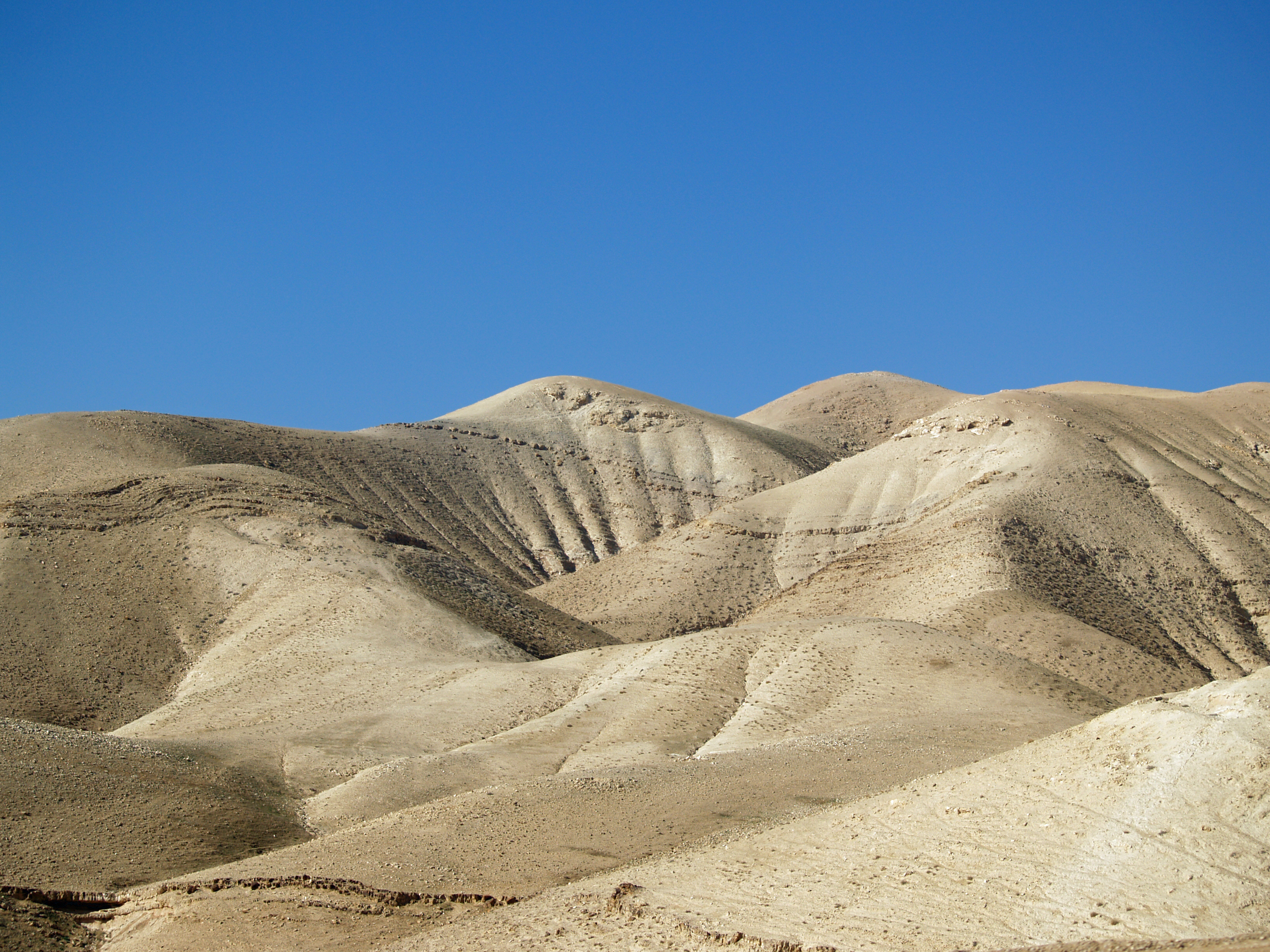
Colinas del desierto de Judea.

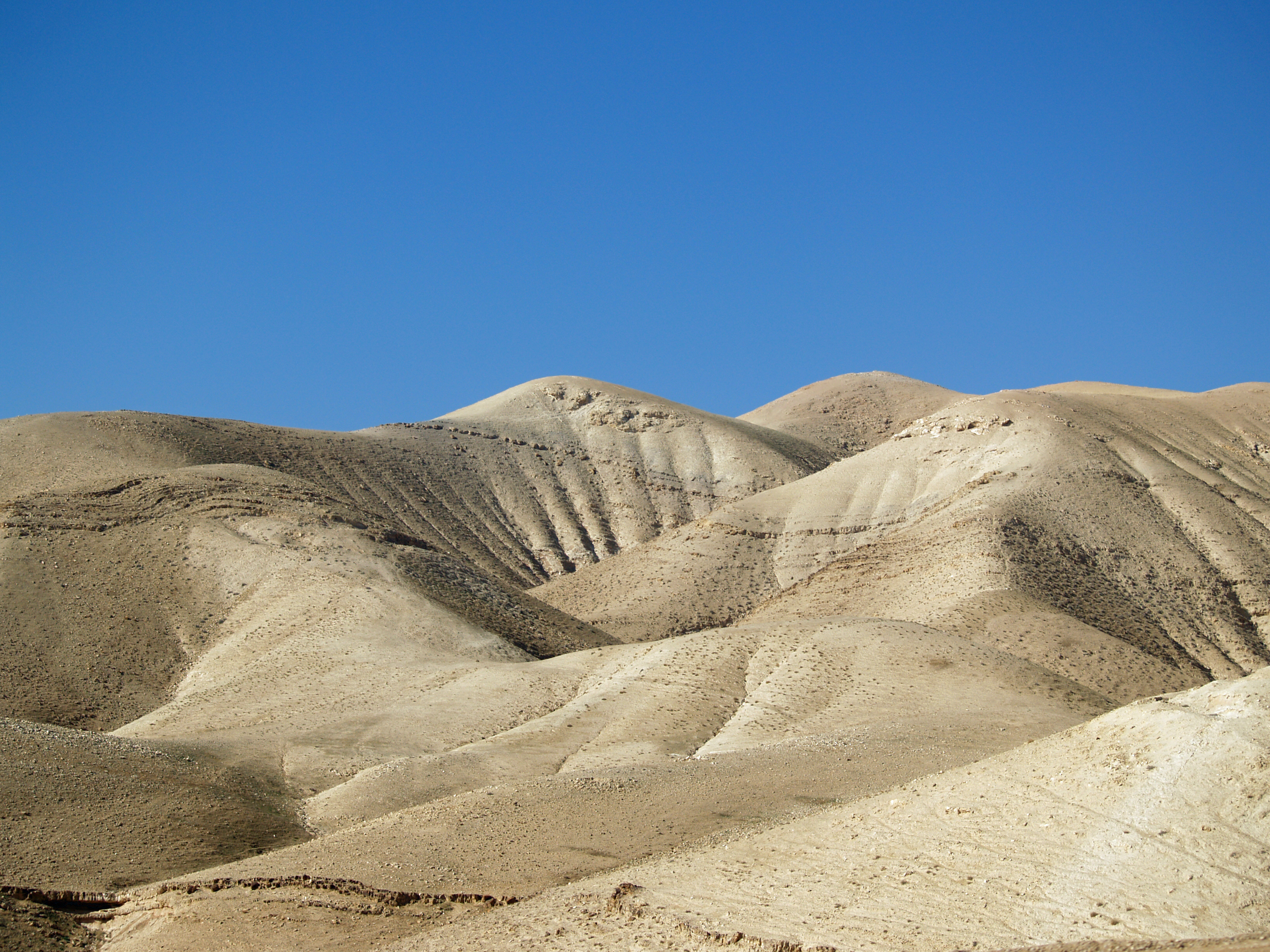
Colinas del desierto de Judea.

El desierto de Judea (en árabe: صحراء يهودا Sahraa' Yahuda; en hebreo: מִדְבַּר יְהוּדָה, Midbar Yehuda) es un desierto entre Israel y Palestina, que se extiende desde el este de Jerusalén hasta el mar Muerto. También es conocido como el desierto de Yeshimon.Bajo el nombre de El-Bariyah, ha sido nominado tentativamente para convertirse en Patrimonio Mundial de la Humanidad, por las ruinas de monasterios en su territorio. 
En la religión cristiana, el desierto de Judea fue el lugar donde Jesús de Nazaret fue tentado por el Diablo tras ayunar por cuarenta días y cuarenta noches. Es referido este lugar también como el lugar donde el "Rey del Norte", según el Judaísmo, o el "Anticristo", según el cristianismo, se reunirán con sus ejércitos para atacar Jerusalén al final de los días (Daniel 11, 44 - 12,1; Mateo 24, 21-26) 

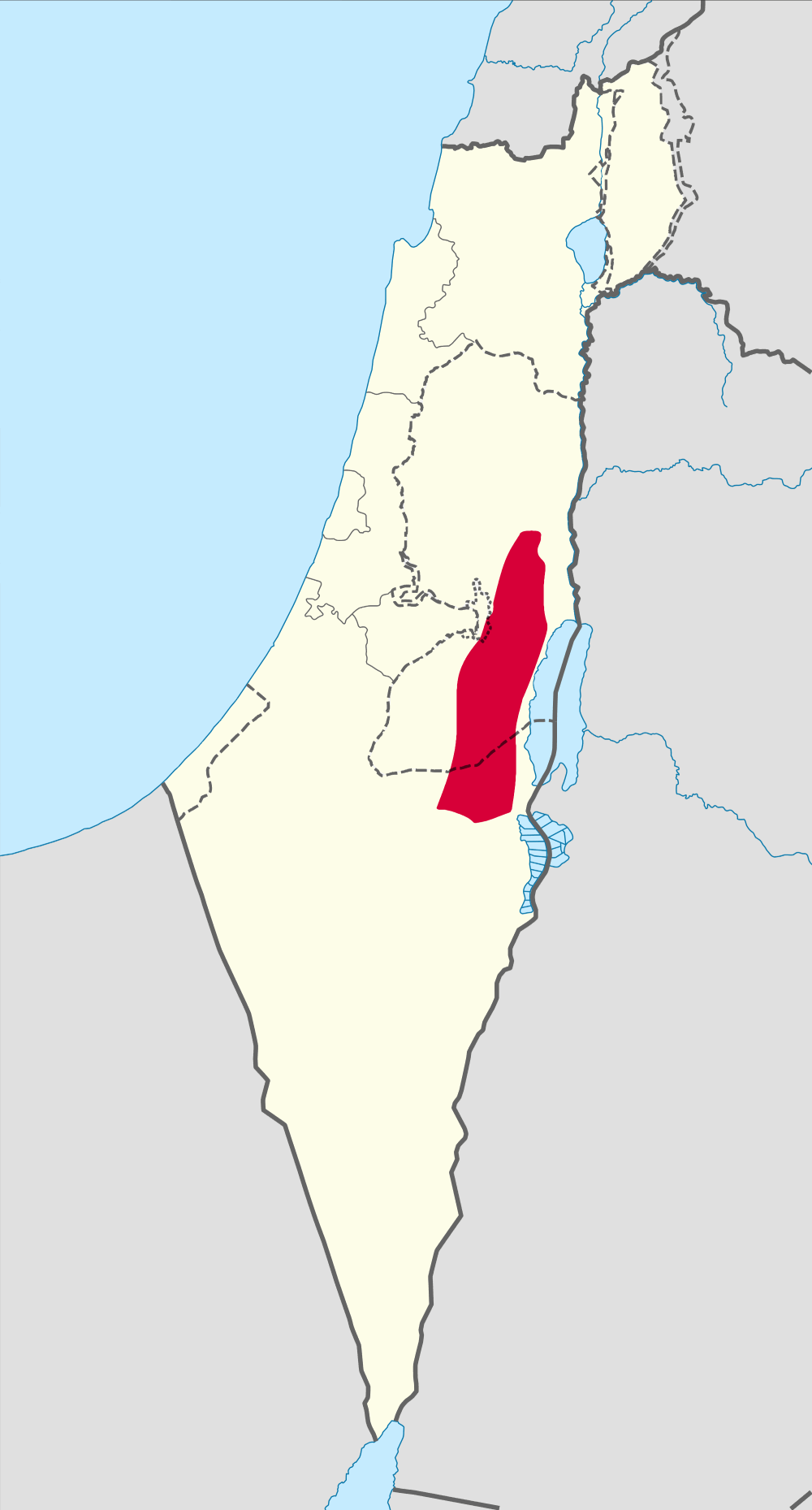
Ubicación del desierto de Judea; al oriente de Jerusalén.

## Geografía
El desierto de Judea se encuentra entre Jerusalén y el mar Muerto. Las precipitaciones en la región de Judea varía desde 400 hasta 500 mm en las colinas del oeste, llegando a 600 milímetros (24 pulgadas) en todo el oeste de Jerusalén (en el centro de Judea), cayendo a 400 milímetros (16 pulgadas) en el este de Jerusalén y caer a alrededor de 100 mm en la parte oriental, debido a un efecto rainshadow. El clima oscila entre mediterráneo en el oeste y el seco desértico en el este, con una franja de clima estepario en el centro. Las principales zonas urbanas en la región incluyen Jerusalén, Belén, y las ciudades israelíes de Gush Etzion, Jericó y Hebrón. La temperatura máxima alcanza los 60 °C.

## Geología
El desierto de Judea es una zona con una especial estructura morfológica a lo largo del este de las montañas de Judea. Se extiende desde el noreste del Negev, al este de Bethel, y se caracteriza por terrazas con escarpes. Se termina en una pendiente escarpada caída hasta el mar Muerto y el valle del Jordán. El desierto de Judea es atravesado por numerosas ramblas de noroeste a sureste, y tiene muchos cañones profundos. Elevación oscila entre 1200 pies en el oeste y 600 metros en el este.